# Bassus discolor
Bassus discolor är en stekelart som först beskrevs av Cresson 1873.  Bassus discolor ingår i släktet Bassus och familjen bracksteklar. Inga underarter finns listade.